# Breslauer Platz (Köln)

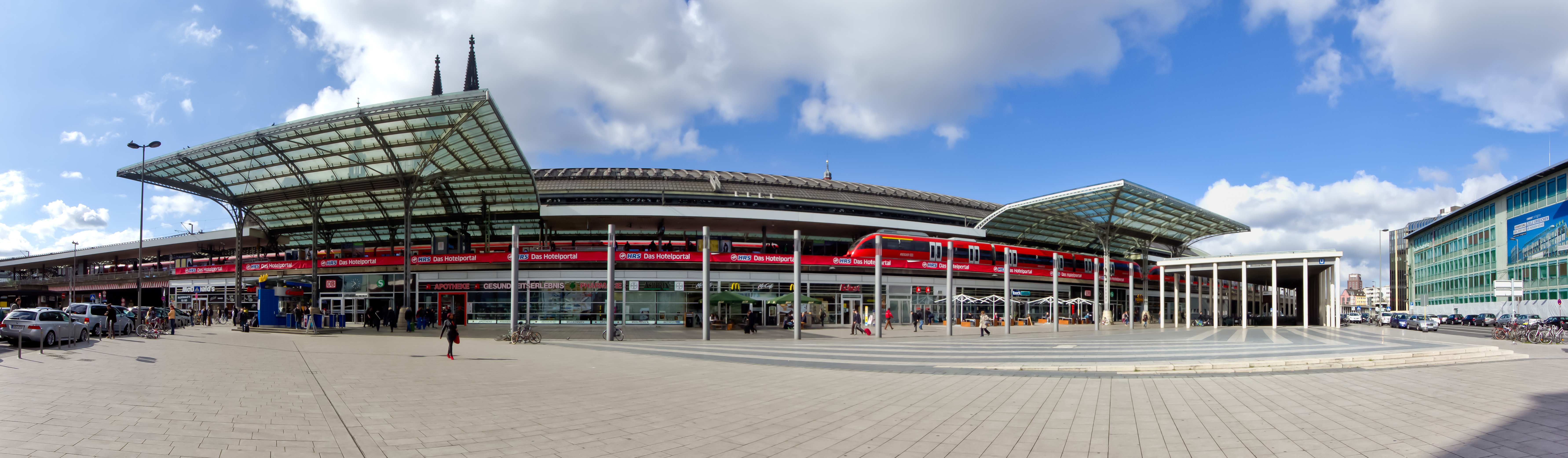
Breslauer Platz nach der Neugestaltung 2014

Breslauer Platz ist der Name eines Platzes in der Kölner Altstadt-Nord an der Nordseite des Kölner Hauptbahnhofs.

## Entstehungsgeschichte
Den Breslauer Platz gibt es erst seit dem Jahre 1945. Vor dem Zweiten Weltkrieg erstreckten sich die Häuser des Kunibertsviertels bis an den nördlichen Eingang des Hauptbahnhofs. Im Jahre 1942 baute der Architekt Wilhelm Riphahn im Auftrag der Stadt einen Hochbunker an der Altenberger Straße 1a / Domstraße. Der Bunkerbau war bereits vom Architekten zu einer späteren Umnutzung als Parkhaus vorgesehen, was jedoch nicht realisiert wurde. Anstatt dessen nutzt seit 1953 die Raiffeisen-Waren-Zentrale (RWZ) den von außen nicht mehr als Bunker erkennbaren Bau, der die Nordecke des Platzes markiert.
Nach der Besetzung des linksrheinischen Köln am 6. März 1945 durch amerikanische Truppen sollte der Platz als zweiter Vorplatz zum Hauptbahnhof neben dem Hauptzugang an der Südseite dienen. Diese Funktion wurde dadurch erleichtert, dass der Platz Zufahrtsstraßen durch den Eigelstein, Goldgasse (Verbindung zum Rhein), Johannisstraße und ab 1970 Nord-Süd-Fahrt (Abschnitt Turiner Straße) besaß. Seine Einrichtung gehörte zu den großen Eingriffen in den Stadtkern, obwohl die starken Kriegszerstörungen vom 3. November 1943 in der Gegend seinen Bau erleichterten.
Der Platz blieb mehr als ein Jahrzehnt ohne Namen. Einen Namen erhielt der Platz erst 1959 im Rahmen der 1956 übernommenen Patenschaft der Stadt Köln mit Breslau als „Symbol für alle durch die Vertreibung heimatlos gewordenen Deutschen“. Diese Städtepatenschaft spielt heutzutage im öffentlichen Leben der Stadt Köln kaum noch eine Rolle. Im offiziellen Internetauftritt der Stadt Köln wird diese Patenschaft nicht mehr erwähnt.
Lange vor Anlage des Platzes bestand die zum Rhein führende Goldgasse, die bereits 1232 als „Goltgazze“ erwähnt wird. In Arnold Mercators Kölner Stadtansicht von 1570 heißt sie „die golt gaß“, während der Franzosenzeit hieß sie im Itinéraire de Cologne 1813 „rue de la Tête d'Or“ (Goldkopfgasse).

## Gebäude und Einrichtungen in Platzumgebung

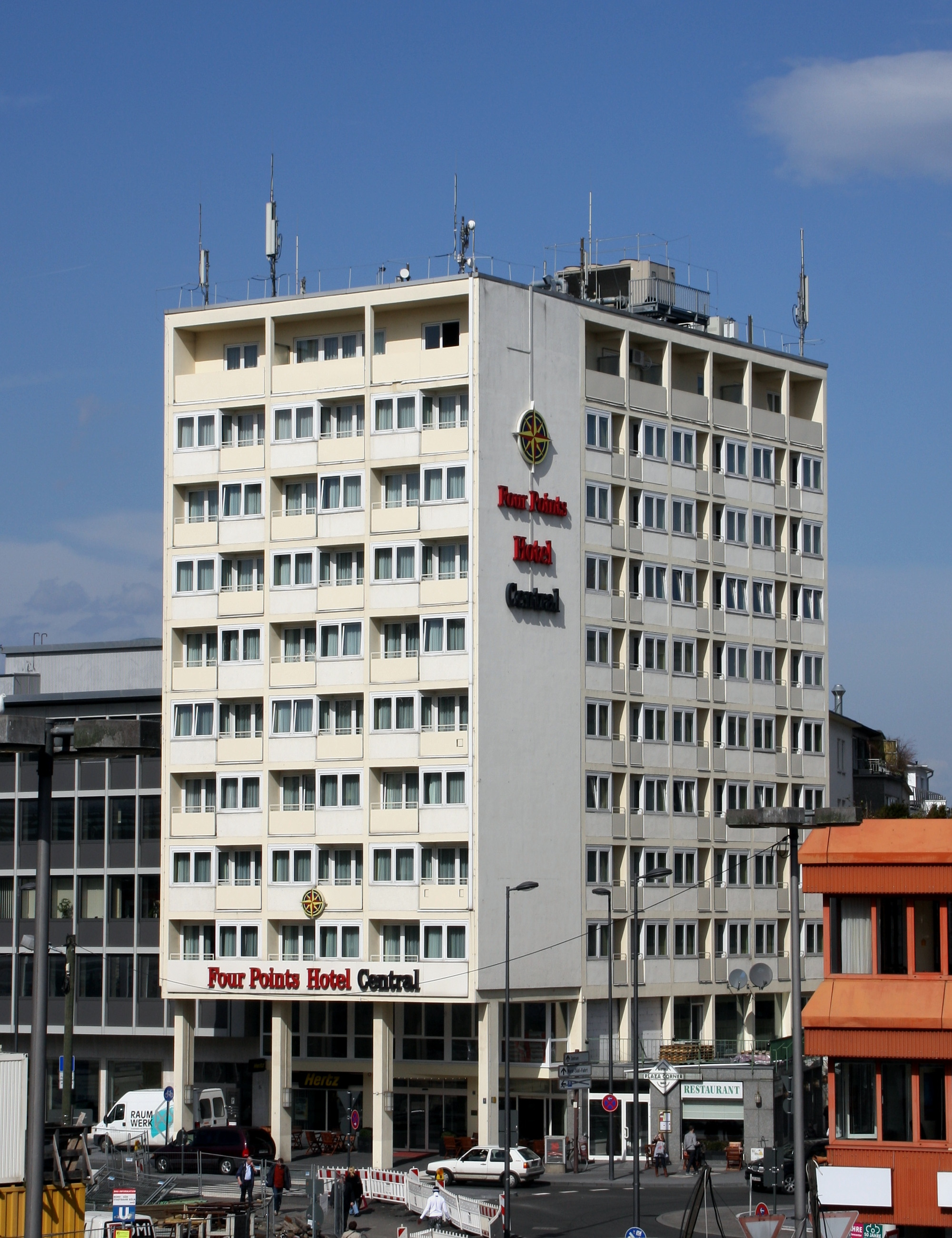
Breslauer Platz 2 – ehemaliges Four Points Hotel Central (März 2010)

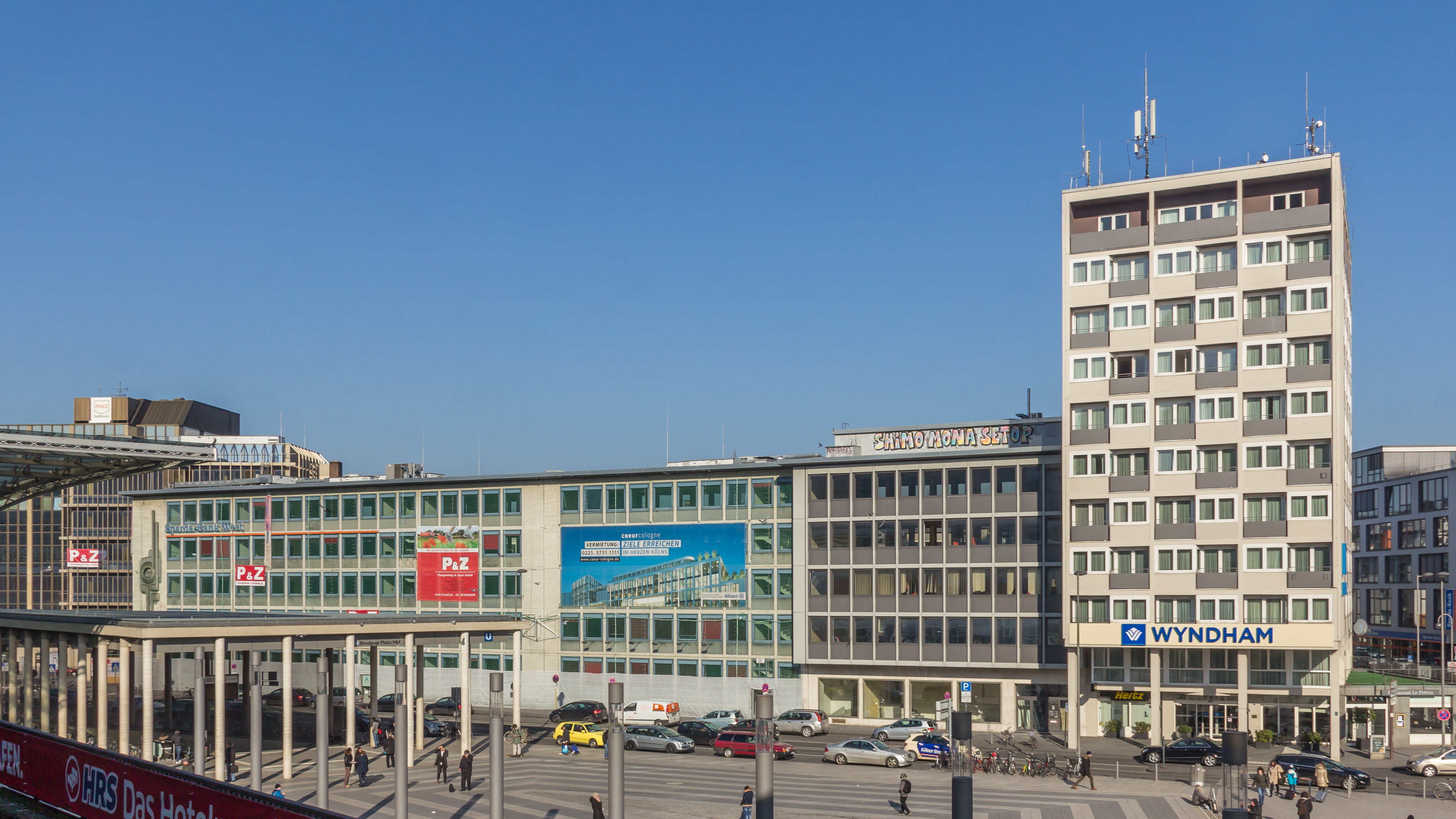
Breslauer Platz 2, 2a-c, 4 – von rechts nach links, Gebäude kurz vor dem Abriss (Februar 2015)

Durch den Ausbau der Nord-Süd-Fahrt fließt der Verkehr seit 1968 auf vier Ebenen: Die unterste Ebene bildet die U-Bahn, darüber befindet sich die Nord-Süd-Fahrt, darüber die Platzebene, die wiederum durch die Eisenbahntrasse überquert wird. Nach Eröffnung des ursprünglichen U-Bahnhofs am 19. Oktober 1970 floss der Straßenverkehr am Platz hindernisfrei.
Wesentliche Neubauten am Breslauer Platz entstanden außer dem ehemaligen Bunker-Gebäude der RWZ für das von Georg Schneider gebaute elfgeschossige Hotel Baseler Hof in Nr. 2 (1956; 1962 erweitert) und die Westdeutsche Genossenschafts-Zentralbank in Nr. 4 (1972). Diese war Rechtsnachfolgerin der Rheinischen Landesgenossenschaftskasse Köln, die im Januar 1950 aus der Deutschen Zentralgenossenschaftskasse Zweigstelle Köln hervorging. Die von Wolfgang Göddertz 1972 am Bankgebäude angebrachte, markante 18 Meter hohe Wandplastik aus Edelstahl wurde im März 2015 abmontiert. 1975 führte eine Erweiterung der Bahntrasse für die S-Bahn um 2 Bahngleise (10 und 11) zur Verkleinerung des Platzes. Zwischen 1978 und 1980 entstand durch Peter Busmann und Godfrid Haberer – den Architekten der späteren Kölner Philharmonie – für Hotelier Gerhard Günnewig das Kommerz-Hotel (Johannisstraße 30–34), ein wegen seiner Farbgebung in roten (bis 2010 orangefarbenen) Alu-Paneelen kritisierter Bau an der Nordostecke, der den Platz aufgrund seiner Lage dominiert.

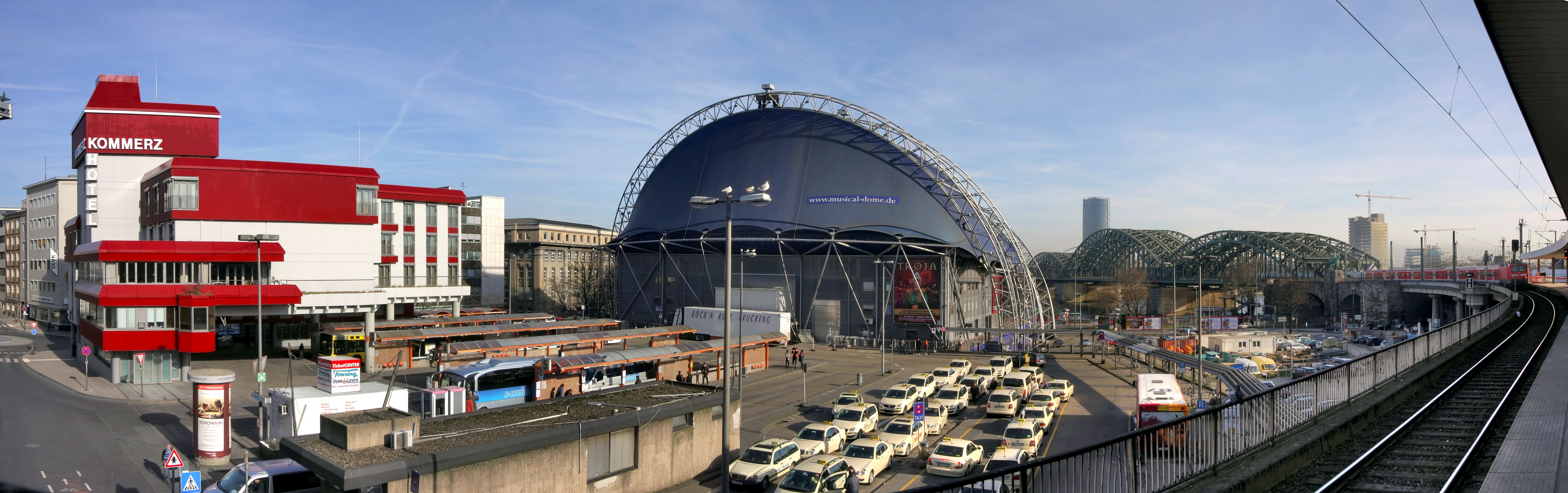
Ostseite mit Hotel, Busbahnhof, Musical Dome und Taxi-Warteplatz

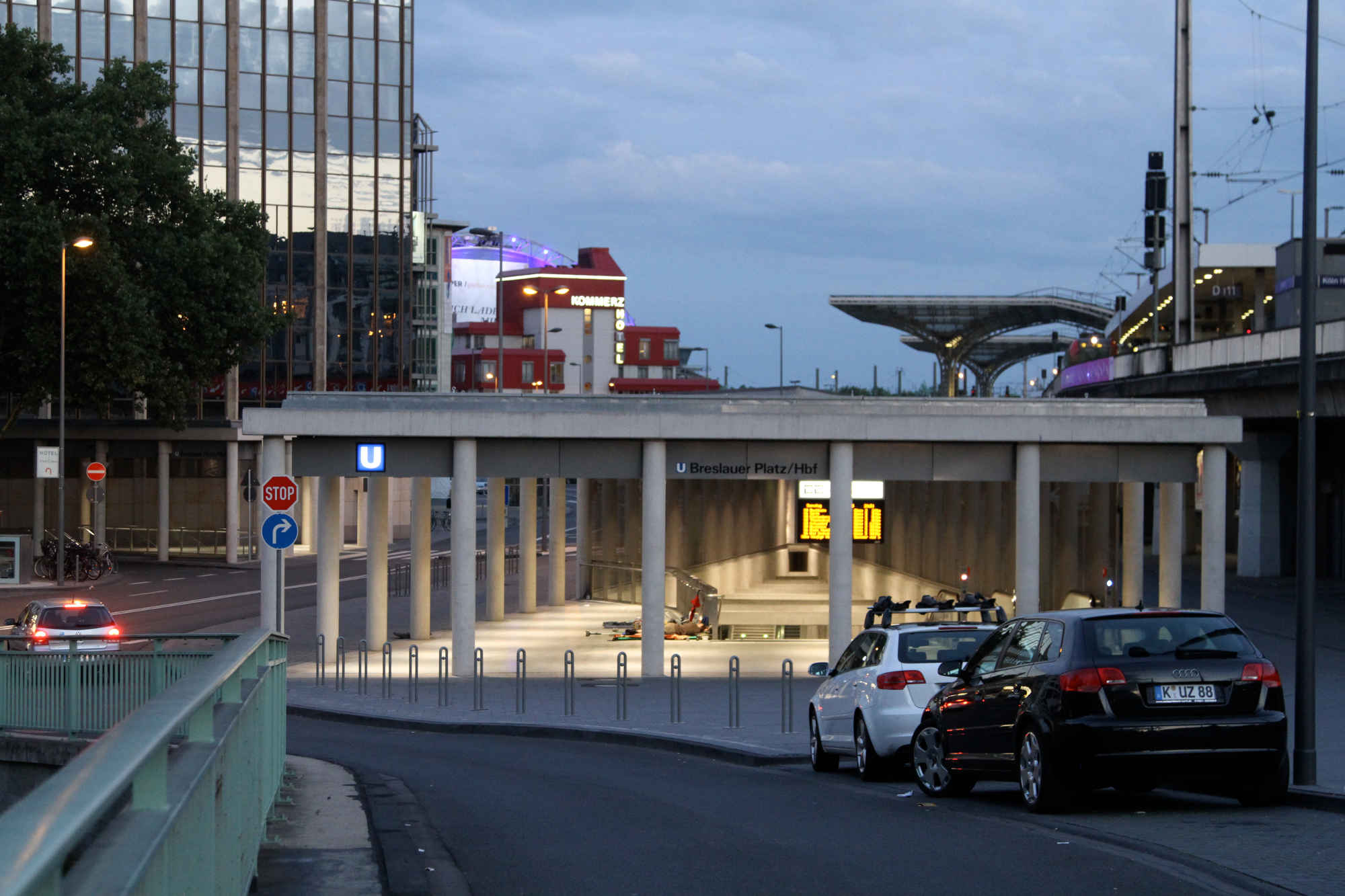
Eingang der U-Bahn-Station Breslauer Platz / Hauptbahnhof

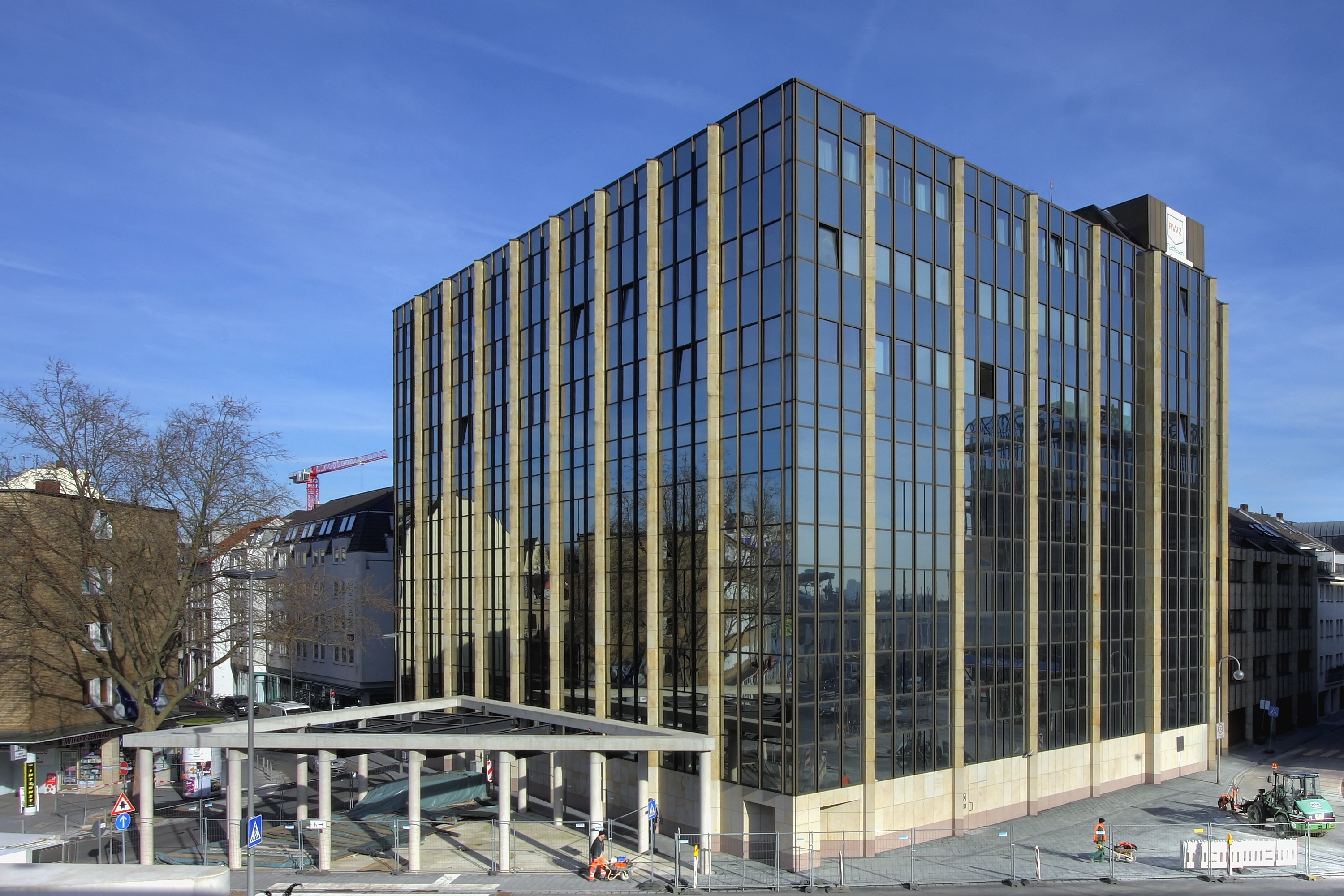
Altenberger Straße 1a – Unternehmenssitz der Raiffeisen Waren-Zentrale Rhein-Main

Im Juli 2007 verlor die Stadt Köln einen Prozess vor dem Oberverwaltungsgericht Münster, das der RWZ (mittlerweile drittgrößte Hauptgenossenschaft im Agrarhandel in Deutschland) erlaubte, ihr Verwaltungsgebäude um drei auf elf Etagen (38,35 Meter) zu erhöhen. Das im Mai 2007 beschlossene städtische Höhenkonzept sah eine derart hohe Bauweise in Domnähe nicht vor, doch die Stadt verlor den Prozess, weil die Baugenehmigung bereits vor Mai 2007 erteilt worden war und deshalb dieser Fall nicht vom Höhenkonzept betroffen war.
Der zentrale Omnibusbahnhof am „Breslauer Berg“ gelangte erst 1986 im Zuge des Neubaus von Philharmonie (Eröffnung am 14. September 1986) und Wallraf-Richartz-Museum & Fondation Corboud / Museum Ludwig (beide 6. September 1986) an seinen heutigen Standort. Unter dem Busbahnhof befindet sich eine zweistöckige Tiefgarage mit 400 Parkplätzen. Er grenzt westlich an den im Oktober 1996 eröffneten Musical Dome. Die nach nur 6 Monaten fertiggestellte Membrankonstruktion in Glas-Stahl-Bauweise umfasst eine Grundfläche von 4.500 m² und bietet 1.769 Zuschauern Platz; sie ist damit der größte Theaterbau der Stadt. Die ursprünglich nur für das Musical „Gaudí“ als Provisorium erbaute Konstruktion fällt – nach mehreren Abrissplänen – voraussichtlich der künftigen Bauplanung zum Opfer. Durch den Bau der Nord-Süd-Stadtbahn kam es zur Stilllegung des U-Bahnhofs Breslauer Platz zwischen August 2007 und Dezember 2011, was zu erheblichen baubedingten Verkehrsbehinderungen auf dem Platz führte. Das im Jahre 2011 renovierte Wyndham Hotel in Nr. 2 ist nunmehr das vierte Hotel im Gebäude und besitzt 131 Zimmer.

## Verkehrliche Funktion
Der Breslauer Platz nimmt neben dem südlichen Bahnhofsvorplatz am Kölner Dom die Haupterschließungsfunktion des Kölner Hauptbahnhofs mit zwei zentralen Zugängen wahr. Neben Taxiständen, dem zentralen Busbahnhof Kölns, mit dem man die Städte Solingen, Remscheid, Leverkusen, Burscheid, Wermelskirchen und Bergisch Gladbach mit dem Bus erreichen kann, und Vorfahrten für den Individualverkehr wurde unterhalb des Platzes die U-Bahn-Umsteigehaltestelle „Breslauer Platz/Hauptbahnhof“ im Zuge des Baus der Kölner Nord-Süd-Stadtbahn realisiert. Die Station ging zum Fahrplanwechsel im Dezember 2011 in Betrieb. Auf der Ostseite des Platzes befindet sich am Rhein ein Fähranleger mit Verbindungen zur rechtsrheinischen Kölner Messe. Auch die 438 Meter lange Verbindungsstraße zwischen Eigelstein/Nord-Süd-Fahrt und Goldgasse heißt Breslauer Platz.
Den am Wyndham-Hotel vorbeiführenden Kreisverkehr schmückt seit Juli 2017 der 9,6 Meter (inklusive Sockel) hohe Obelisk of Tutankhamun aus Stahl mit Karbonfaser-Überzug der Künstlerin Rita McBride.  Er ist eine Schenkung der Stiftung Kunst, Kultur und Soziales der Sparda-Bank West an die Stadt Köln.

### Öffentliche Nahverkehrsmittel
Die unten angegebenen Taktzeiten beziehen sich auf die Hauptverkehrszeiten von Montag bis Freitag.
| Linie | Linienverlauf | Betreiber | Takt   |
| ----- | --- | --------- | ------ |
| 124   | Köln Hbf/Breslauer Platz – Amsterdamer Str./Gürtel – Geestemünder Str. – Oranjehofstr. – Merkenich – Oranjehofstr. – Rheinlandstr. – Edsel-Ford-Str. – Robert-Bosch-Str. – Oskar-Schindler-Str. – Feldkasseler Weg – Gewerbegebiet Feldkassel | KVB       | 20 min |
| 132   | Köln Hbf/Breslauer Platz – Schokoladenmuseum – Severinskirche – Bonner Wall – Bayenthal Mannsfeld – Raderberg Rheinsteinstr. – Raderthal Brühler Str./Gürtel – Köln Bonner Str./Gürtel – Arnoldshöhe – Hochkirchen – Rondorf – Meschenich Kirche – Meschenich Frankenstr. | KVB       | 10 min |
| 133   | Köln Hbf/Breslauer Platz – Schokoladenmuseum – Rheinauhafen – Bonner Wall – Bayenthal Mannsfeld – Raderberg Rheinsteinstr. – Raderthal Brühler Str./Gürtel – Zollstock Südfriedhof | KVB       | 10 min |
| 260   | Köln Hbf/Breslauer Platz – Köln-Deutz/Messe Bf – Deutz-Im Rheinpark – Köln-Mülheim Wiener Platz – Schlebusch-Nitummer Weg – Leverkusen-Schlebusch –Neuboddenberg – Blechersiefen – Hilgen/Raiffeisenplatz – Burscheid – Wermelskirchen RVK-Niederlassung – Wermelskirchen Markt – Wermelskirchen Busbf – Friedenstr – Preyersmühle – Remscheid-Bliedinghausen – Mannesmann – Zentralpunkt – Remscheid Hbf – Friedrich-Ebert-Platz – Remscheid-Hochstraße                             | RVK       | 30 min |
| 978   | Köln Hbf/Breslauer Platz – Mühlenbach – Barbarossaplatz – Sülz Gerolsteinerstr. – RheinEnergie-Sportpark – Efferen Hertzstr. – Hürth Auf dem Klee – Burbach – Gleuel Gildenweg – Auf dem Kramberg – Berrenrath Auf dem Schnorrenberg – Berrenrath Wendelinusplatz | REVG      | 30 min |
| SB25  | Köln Hbf/Breslauer Platz – Köln-Deutz/Messe Bf – Deutz-Im Rheinpark – Köln-Mülheim Wiener Platz – Stammheimer Ring – Wiesdorf CHEMPARK Löwe – Leverkusen Mitte Bf – Rathaus-Galerie – Opladen Bf – Am Frankenberg – Leichlingen Trompete – Leichlingen Busbf – Kradenpuhl – Solingen Haasenmühle – Kohlsberg Abzw – Höhscheider Hof – Erfer Straße – Technologiezentrum – Grünewald – Solingen Graf-Wilhelm-Platz                                                                    | Wupsi     | 30 min |
| SB40  | Köln Hbf/Breslauer Platz – St. Vincenz-Haus – Refrath Neufeldweg – Bergisch Gladbach Im Hain – Bensberg Kölner Straße – Bensberg | RVK       | 30 min |
| 16    | Bad Godesberg Stadthalle – Bad Godesberg Bf – Bonn Olof-Palme-Allee – Universität/Markt – Bonn Hbf – Propsthof Nord – Buschdorf – Hersel – Uedorf – Widdig – Wesseling Süd – Wesseling – Wesseling Nord – Godorf Bf – Sürth Bf – K-Rodenkirchen Bf – Bayenthalgürtel – Köln Ubierring – Ulrepforte – Barbarossaplatz – Neumarkt – Appellhofplatz – Dom/Hbf – Köln Hbf/Breslauerplatz – Reichenspergerplatz – Riehl Kinderkrankenhaus – Amsterdamer Str./Gürtel – Niehl Sebastianstr. | KVB       | 10 min |
| 18    | Buchheim Herler Str. – K-Mülheim Bf – Mülheim-Wiener-Platz – Zoo/Flora – Köln Hbf/Breslauer Platz – Dom/Hbf – Appellhofplatz – Neumarkt – Barbarossaplatz – Sülzgürtel – Fischenich – Brühl Nord – Brühl Mitte – Brühl Süd – Badorf – Brühl Schwadorf | KVB       | 20 min |

## Planungen
Der in seiner Grundform etwa dreieckige Platz weist neben dem Bau des Hauptbahnhofs eine geschlossene, nahezu ausschließliche Bebauung aus der Nachkriegszeit aus, vornehmlich an seiner Nordseite.
Im Januar 2015 begann die Niederlegung eines etwa 2.300 m² großen Areals von Nr. 2a, b, c und Nr. 4; hier entstand auf einer Fläche von 14.000 m² (überwiegend Büros mit 12.500 m² Fläche) ein gegliedertes Gebäude mit einer Metall- und Glasfassadenkonstruktion unter dem Namen „Coeur Cologne“, das im Herbst 2017 als neue Firmenzentrale der HRS Group bezogen wurde.
Im Zuge des Stadtbahnbaus wird die westliche Platzoberfläche neu gestaltet. Auch die Ostseite – im Bereich des Busbahnhofs und des hier befindlichen Musical Dome – soll gemäß den Vorgaben eines städtebaulichen Ideenwettbewerbs neu geordnet werden. Mehrere Hochbauten Richtung Rhein sind hierbei in Diskussion und würden den Platz räumlich Richtung Osten verlagern. Der Musical Dome steht hierbei erneut zur Disposition; präferiert wird am Standort unter anderem der Bau eines neuen, festen Musicaltheaters. Das Kommerz-Hotel steht im Rahmen der Überplanung der Ostseite in der derzeitigen städtebaulichen Diskussion ebenfalls zur Disposition. Der Fernbusbahnhof wurde wegen einer erneuten Erweiterung der Gleisanlage im Hauptbahnhof um die Gleise 12 und 13, sowie aufgrund von Sicherheitsbedenken, im Oktober 2015 zum Flughafen Köln/Bonn verlagert.